# Караїми в Туреччині

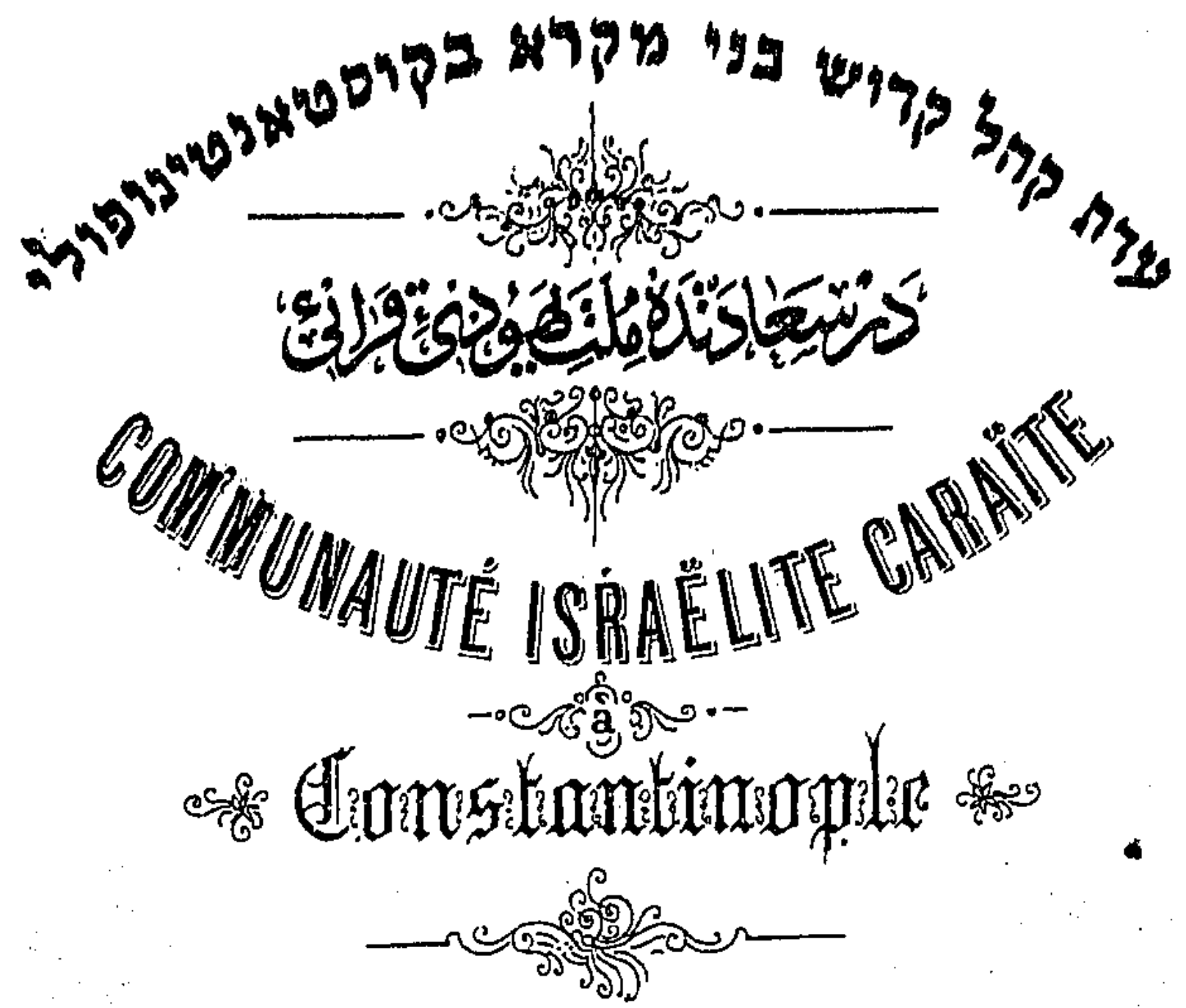
Логотип на бланках паперу караїмської громади в Константинополі (1880)

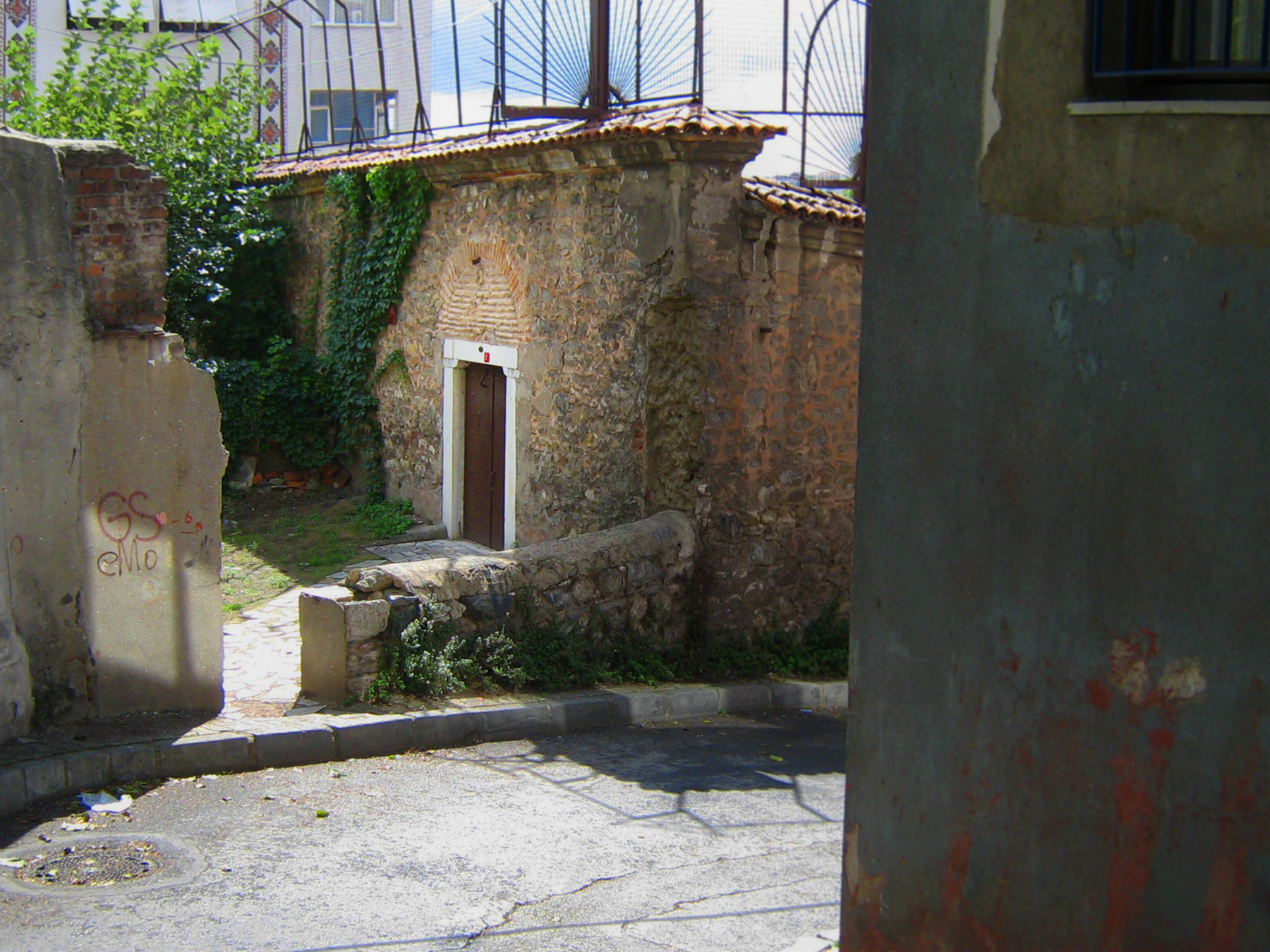
Вид на караїмську синагогу в Стамбулі

Константинопольські караїми або греко-караїми — караїмська спільнота зі специфічним історичним розвитком та особливою культурною, мовною та літературною спадщиною, що випливає з їхнього проживання в столиці Східної Римської імперії. Між цією громадою та рабинськими євреями-романіотами є численні спільні риси.

## Історія
Караїми живуть у Константинополі (сучасний Стамбул) понад тисячу років. Існували також менші поселення в околицях Константинополя, наприклад, караїми Адріанополя походять від Костянтинопольської громади. Маючи тісні стосунки та щоденні взаємодії з грекомовнимихристиянами та євреями-романіотами, вони розвинули свій власний унікальний караїмо-грецький діалект єврейсько-грецької мови; цим діалектом до недавнього часу користувалися старші члени громади. Караїм Еліас Афеда Бегі склав словник єврейської Біблії з єврейськими словами, перекладеними на грецьку. Відомі також інші твори греко-караїмської літератури.
У 1900 році султан Абдул-Хамід II надав караїмській громаді статус релігійно незалежної меншини і на її чолі було поставлено джемаат баші (для Стамбула і провінцій). Після першої та Другої світової війни до місцевої громади влилися новоприбулі караїми з колишньої Росії. Так, в 1919 р в Стамбулі проживала сім'я Сіми Мінаш, в тому числі і його дочка-художниця Женя Мінаш.
У 1960-70 рр. караїми покинули квартал Хаскьой; життя громади занепадає.
Сьогодні караїмська громада Стамбула налічує близько 80 осіб, чиїми батьками і матерями є караїми. Громада дотримується надзвичайно суворих правил щодо змішаних шлюбів: вступивши в такий шлюб, особа втрачає членство в громаді і не може бути похована на караїмському кладовищі. Через відсутність караїмського релігійного суду, в сучасній Туреччині, набуття караїмства неможливе. У зв'язку з цим, багато турецьких караїмів шукають супутників життя в Ізраїлі. Шлюби з кримськими караїмами в громаді не визнаються, оскільки в СРСР не практикувалися релігійні шлюби і неможливо простежити чистокровність сучасних караїмів, що проживають в країнах СНД. З 80 осіб, які проживають в Стамбулі, було створено тільки 12 караїмських родин. Однак, за усним повідомленням активістки громади Маргоріт Леві громада дуже згуртована й заможні караїми підтримують незаможних.
У минулому, караїми були торговцями (зокрема, перлами), ремісниками (ювелірами), і комівояжерами; багато них бували в Одесі з кримінальних справ, але їх також часто можна було зустріти серед осіб вільних професій. Нині найбільш популярними професіями серед караїмської молоді є медицина і ювелірна справа. На критому ринку Стамбула, до сих пір збереглася такзвана «Караїмська» вулиця, на якій працює кілька ювелірних магазинів, що належать караїмам.

## Динаміка чисельності громади
- 1839-400-500 осіб (100 дворів), за свідченнями шотландських місіонерів Бонара і МакЧейні;
- 1856-200-250 осіб (50 дворів), приблизно оцінив Л. А. Франкль;
- 1955—350 осіб;
- 1982 — 80 осіб;
- 2004 — 80 осіб.

## Мова
Донедавна константинопольські караїми розмовляли караїмо-грецькою мовою. Їх іврит має деякі особливості, які з'єднують їх з тіберіанським івритом тіберіанських масоретів.

## Вплив на караїмський юдаїзм
Незважаючи на невелику чисельність громади, константинопольські караїми мали великий вплив на караїмський юдаїзм завдяки своїй літературній діяльності. Громади Константинополя та Адріанополя мали видатних особистостей караїмського руху, таких як Калеб Афендополо, Ілія Башіяі, Аарон бен Йосип Константинопольський, Аарон бен Ілля, Юда Гадассі, Мойсей Бегі, Юда Гіббор, Юда Покі бен Еліезер (племінник Іллі Башячі), Ілля Єрушалмі та інші. Ці автори створили видатні богословські, літургічні та філософські праці, відомі для розвитку більш широкого караїмського юдаїзму. Саме праця «Seder Tefillot» («Книга молитов і гімнів») Аарона бен Йосифа Константинопольського була прийнята більшістю караїмських спільнот як стандартний молитовник, і, ймовірно, заслужила для нього епітет «ха-Кадош» (Святий). З метою врегулювання релігійних законів Ілля Башязі склав кодекс під назвою «Адерет Еліяху» (Мантія Іллі). Цей кодекс, який містив як обов'язкові, так і заборонні приписи, караїмів по праву вважають найбільшим авторитетом у цих питаннях.

## Відносини з іншими групами
Між раббанітськими та караїмськими «романіотами» Константинополя існували тісні стосунки (хоча і не завжди добрі), що видно з обміну піютим на їхні літургії, які йшли в обидві сторони, але складались переважно з запозичень караїмів з літургійного репертуару равбанів.

## Походження кримських караїмів
Не виключено, що кримські караїми є нащадками караїмських купців, які мігрували до Криму з Римської імперії. В одному конкретному випадку міграція караїмів з Константинополя до Криму задокументована після пожежі в єврейському кварталі Константинополя 1203 року.